# John McTiernan

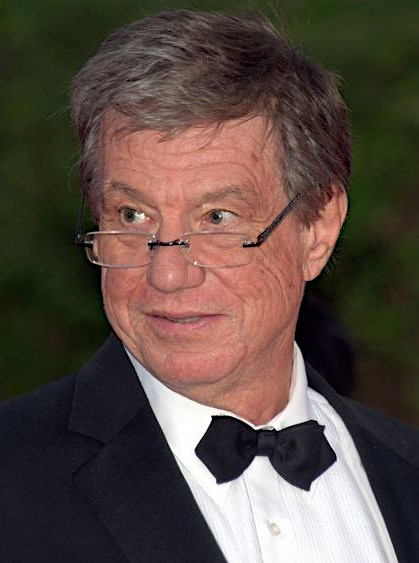
John McTiernan (2014)

John Campbell McTiernan, Jr. (* 8. Januar 1951 in Albany, New York) ist ein US-amerikanischer Filmregisseur und Produzent. Berühmt wurde er mit Actionklassikern wie Predator, Stirb langsam oder Jagd auf Roter Oktober.

## Leben und Werk
Sein Vater, John McTiernan Sr., war Opernsänger und ließ seinen Sohn vereinzelt kleine Rollen in Stücken übernehmen. McTiernan studierte nach der High School Theaterregie an der New Yorker Juilliard School, lehrte kurzzeitig an der Manhattan School of Music und nahm anschließend ein weiteres Studium am American Film Institute in Los Angeles auf.
McTiernan war zunächst als Regisseur in der Werbeindustrie bei etwa 200 Werbespots tätig. Sein Filmdebüt gab er 1986 mit dem Fantasy-Horrorfilm Nomads – Tod aus dem Nichts, für das er auch das Drehbuch verfasste. Obwohl der Film weder ein großer kritischer noch finanzieller Erfolg war, wurde ihm die Regie für den Science-Fiction-Actionfilm Predator mit Arnold Schwarzenegger übertragen. Der Film erschien 1987 und wurde zu einem großen Erfolg an den Kinokassen. 1988 folgte Stirb langsam mit dem McTiernan seinen Ruf als Regisseur für große Actionfilme mit hohem Budget festigte. Sowohl Predator als auch Stirb langsam entwickelten sich zu großen Hollywood-Franchises, letzterer machte Bruce Willis vom Star zum Superstar. 1990 folgte mit dem U-Boot-Thriller Jagd auf Roter Oktober ein weiterer Erfolg, McTiernans Ökodrama Medicine Man – Die letzten Tage von Eden von 1992 floppte allerdings an den Kinokassen.
McTiernan führte Regie Der 13te Krieger von 1999, einer Adaption von Michael Crichton Die ihre Toten essen (engl.: Eaters Of The Dead). Während der Dreharbeiten kam es zum Streit zwischen den beiden Männern und Crichton übernahm selbst die Regie und schnitt das gedrehte Filmmaterial stark um. Der 13. Krieger machte an den Kinokassen einen Verlust von 70–130 Millionen Dollar und gilt damit als einer der größten Kinoflops aller Zeiten. Obwohl McTiernan im selben Jahr mit der Krimi-Romanze Die Thomas Crown Affäre einen großen Hit landete, nahm seine Karriere durch den Konflikt mit Crichton Schaden, so sagte er in einem Interview mit Focus Online: „Der einzige Regisseur, dessen Karriere durch eine Zusammenarbeit mit Michael Crichton keinen Schaden nimmt, ist Steven Spielberg, für alle anderen, die mit ihm in den letzten zehn Jahren kooperiert haben, war es eine grauenhafte Erfahrung.“
2003 erschien der bislang letzte Film des Regisseurs. Im Jahr 2006 stand McTiernan vor Gericht, weil er gegenüber dem FBI bewusst falsche Angaben gemacht haben soll: Die US-Bundespolizei untersuchte eine illegale Abhöraktion des Privatdetektivs Anthony Pellicano gegen den Filmproduzenten Charles Roven, die McTiernan in Auftrag gegeben haben soll. Im September 2007 wurde McTiernan dafür zu vier Monaten Haft und 100.000 Dollar Strafe verurteilt. Ein Berufungsgericht hob das Urteil 2008 auf, jedoch erweiterte die Staatsanwaltschaft die Klage und reichte sie im April 2009 wieder ein. Deswegen wurde er am 4. Oktober 2010 zu einem Jahr Haft und einer Geldstrafe von 100.000 Dollar (72.000 Euro) verurteilt. McTiernans Anwalt kündigte an, erneut gegen das Urteil vorzugehen. Nachdem das Urteil rechtskräftig wurde, verbüßte McTiernan seine einjährige Haftstrafe ab 3. April 2013 zunächst im Federal Prison Camp in Yankton und ab 25. Februar 2014 unter Hausarrest.
Inzwischen arbeitet McTiernan laut eigener Angabe als Script Doctor: „I fix other people’s bad scripts, and I don’t put my name on it.“ Weitere Filmprojekte plant er nicht.
McTiernan war viermal verheiratet und hat mit seiner dritten Ehefrau Kate Harrington zwei Kinder.

## Kinofilme
- 1986: Nomads – Tod aus dem Nichts (Nomads)
- 1987: Predator
- 1988: Stirb langsam (Die Hard)
- 1990: Jagd auf Roter Oktober (The Hunt for Red October)
- 1992: Medicine Man – Die letzten Tage von Eden (Medicine Man)
- 1993: Last Action Hero
- 1995: Stirb langsam – Jetzt erst recht (Die Hard with a Vengeance)
- 1999: Der 13te Krieger (The 13th Warrior)
- 1999: Die Thomas Crown Affäre (The Thomas Crown Affair)
- 2002: Rollerball
- 2003: Basic – Hinter jeder Lüge eine Wahrheit (Basic)